# Bakal Dalam
Bakal Dalam is een bestuurslaag in het regentschap Seluma van de provincie Bengkulu, Indonesië. Bakal Dalam telt 1212 inwoners (volkstelling 2010).